# Next Generation Hardcourts 2005
Il Next Generation Hardcourts 2005 è stato un torneo di tennis giocato sul cemento.
È stata la 29ª edizione del Next Generation Hardcourts,
che fa parte della categoria International Series nell'ambito dell'ATP Tour 2005.
Si è giocato ad Adelaide in Australia dal 3 al 9 gennaio 2005.
Joachim Johansson ha vinto il titolo nel singolare.

## Campioni

### Singolare
Joachim Johansson ha battuto in finale  Taylor Dent con il punteggio di 7-5, 6-3.

### Doppio
Xavier Malisse /  Olivier Rochus hanno battuto in finale  Simon Aspelin /  Todd Perry con il punteggio di 7-6(5), 6-4.